# Texas Hill Country

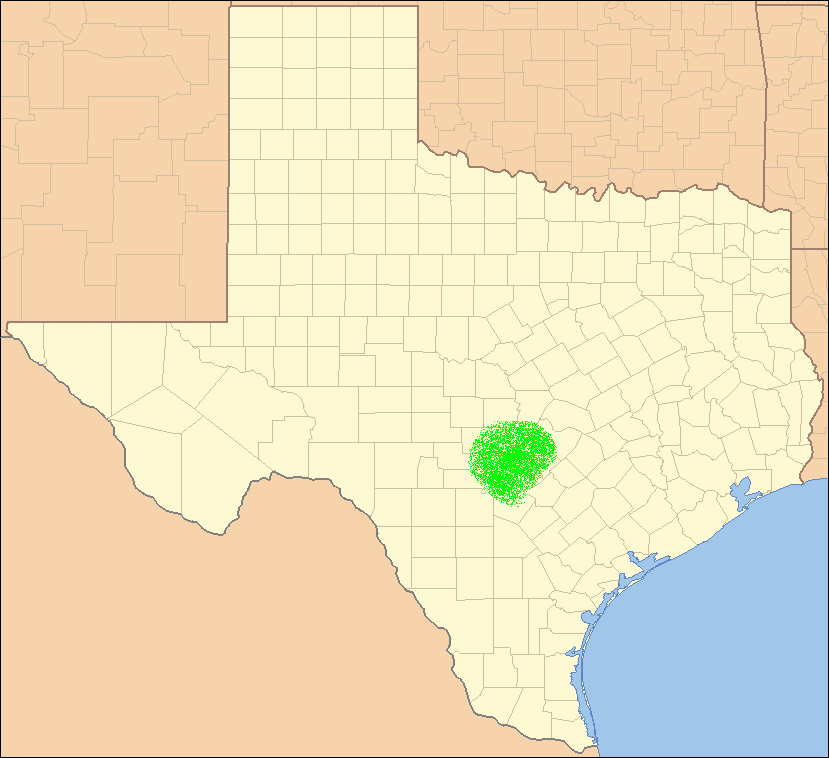
Localizzazione del Texas Hill Country all'interno del Texas.

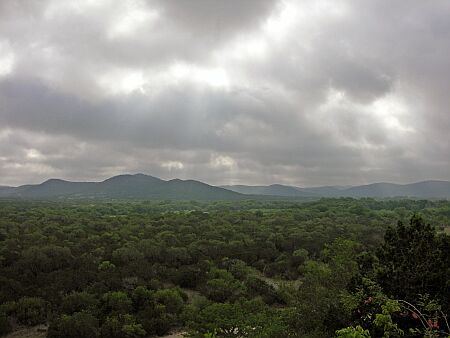
Paesaggio della regione dal Garner State Park, situato nella Contea di Uvalde.

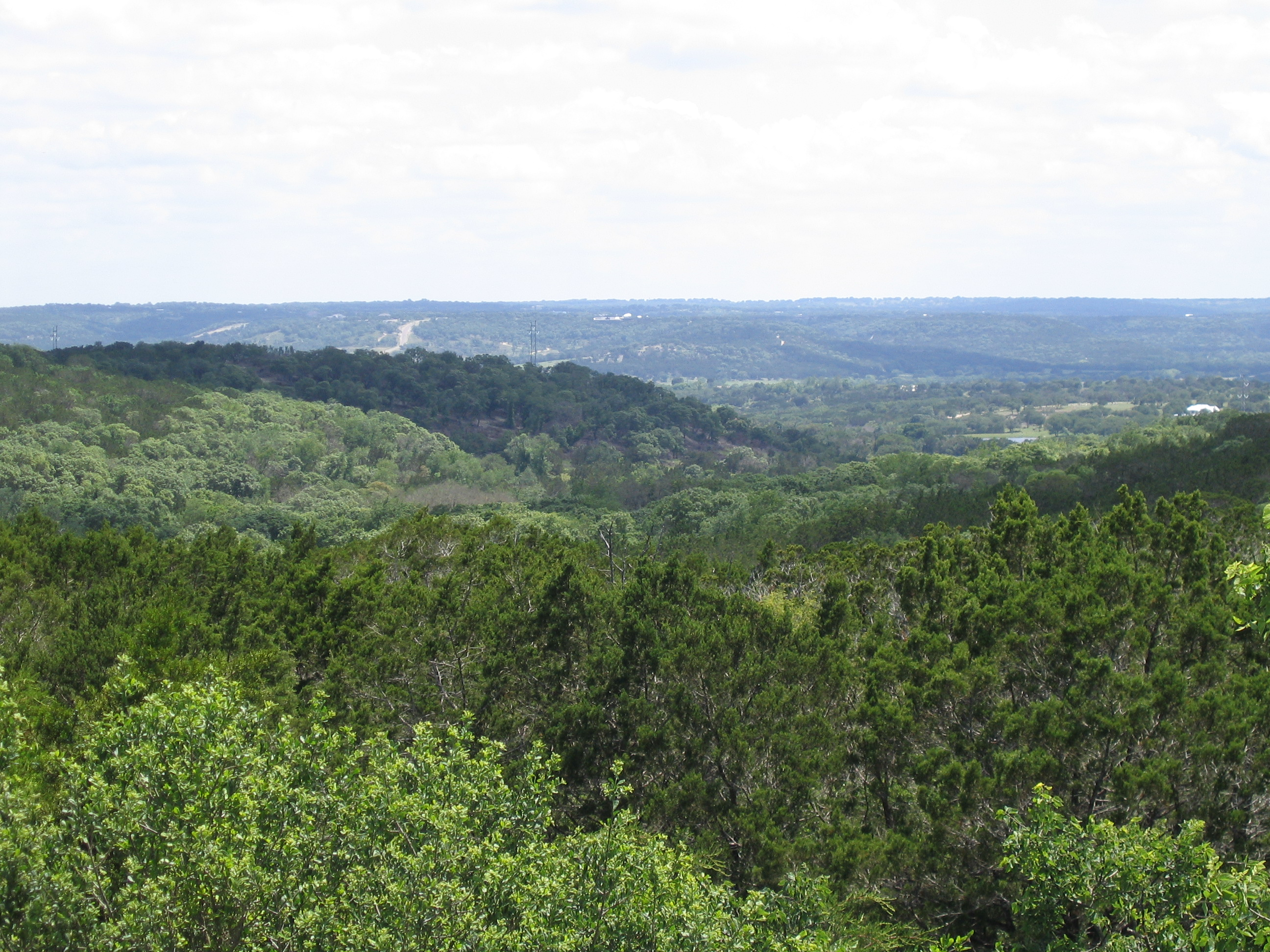
Paesaggio visibile dalla strada Interstate 10.

Il Texas Hill Country (il paese delle colline) è una regione del Texas centrale (Stati Uniti) che si snoda tra le città di Austin e San Antonio. La regione, che attraversa 25 contee, è delimitata dalla scarpata di Balcones a est e a nord, dall'Altopiano Edwards a ovest e dal Llano Uplift a nord.
Le colline calcaree dominano il paesaggio, ad eccezione della zona della regione prossima al Llano Uplift e dell'affioramento di granito dell'Enchanted Rock a nord-ovest della città di Fredericksburg. Molte grotte carsiche caratterizzano il territorio. Il piano contiene numerose falde acquifere che forniscono acqua potabile ai residenti.
Numerosi affluenti del Colorado (come il fiume Llano e Pedernales) attraversano il Texas Hill Country, mentre numerosi fiumi prendono qui le loro fonti (Guadalupe, San Antonio, Frio, Medina, e Nueces).
La regione ha un clima di transizione tra le regioni umide meridionali del Texas e la regione semi-arida del nord-ovest. La vegetazione è costituita da boschi di querce, prati e boschi di ginepro.